# لاري باركس
صموئيل كلاوسمان لورانس باركس (13 ديسمبر 1914 - 13 أبريل 1975) ممثل سينمائي أمريكي. بدأ مسيرته من لاعب الأداور الصغيرة والمساندة، قبل أن ينتهي عمليا عندما اعترف بأنه كان عضوا في خلية الحزب الشيوعي، مما أدى إلى وضعه في القائمة السوداء لجميع استوديوهات هوليوود. وكان دوره الأكثر شهرة هو آل جولسون، الذي صوره في فيلمين: قصة جولسون (1946) و جولسون يغني مرة أخرى (1949)

## روابط خارجية
- لاري باركس على موقع IMDb (الإنجليزية)
- لاري باركس على موقع ألو سيني (الفرنسية)
- لاري باركس على موقع تيرنر كلاسيك موفيز (الإنجليزية)
- لاري باركس على موقع أول موفي (الإنجليزية)
- لاري باركس على موقع قاعدة بيانات برودواي على الإنترنت (الإنجليزية)
- لاري باركس على موقع قاعدة بيانات برودواي على الإنترنت (الإنجليزية)
- لاري باركس على موقع قاعدة بيانات الأفلام السويدية (السويدية)
- لاري باركس على موقع إن إن دي بي (الإنجليزية)
- لاري باركس على موقع قاعدة بيانات الفيلم (الإنجليزية)
- لاري باركس على موقع كينوبويسك (الروسية)

- لاري باركس في قاعدة بيانات الأفلام على الإنترنت
- Video: The Jolson Story compilation of film clips
- لاري باركس على موقع فايند أغريف
- Photographs and literature